# Station Kowary Średnie
Station Kowary Średnie is een spoorwegstation in de Poolse plaats Kowary.